# Evangelische Kirche Solingen-Burg
Die evangelische Kirche Solingen-Burg ist ein denkmalgeschütztes Kirchengebäude im Solinger Stadtteil Burg an der Wupper. Sie gehört zur Evangelischen Kirchengemeinde Wermelskirchen im Kirchenkreis Lennep der Evangelischen Kirche im Rheinland.

## Geschichte und Architektur
Der kleine Stadtteil Burg besteht wegen des Höhenunterschiedes aus den beiden Ortsteilen Oberburg und Unterburg. Die Burger legten früh Wert darauf, in der Oberburger Pfarrkirche St. Martinus die Religion ihrer Wahl praktizieren zu dürfen. Im Jahre 1553 konvertierte fast die gesamte Gemeinde zum lutherischen Glauben. Später nutzten Lutheraner und Katholiken das Gotteshaus abwechselnd. Über den Besitz an der Kirche wurde lange Jahre gestritten.

Nachdem die Gegenreformation 1649 zum endgültigen Verlust der Kirche an die Katholiken geführt hatte, kamen die Lutheraner zunächst in einem Wohnhaus an der heutigen Müngstener Straße unter, ehe sie zwischen 1732 und 1735 aus den Überresten des zerstörten Schlosses dort auch ihre erste eigene Kirche errichteten. Dieser Vorgang führte zur konfessionellen Spaltung des Ortes in das lutherische Unter- und das katholische Oberburg. Die Grundsteinlegung der Kirche erfolgte am 8. Mai 1732.

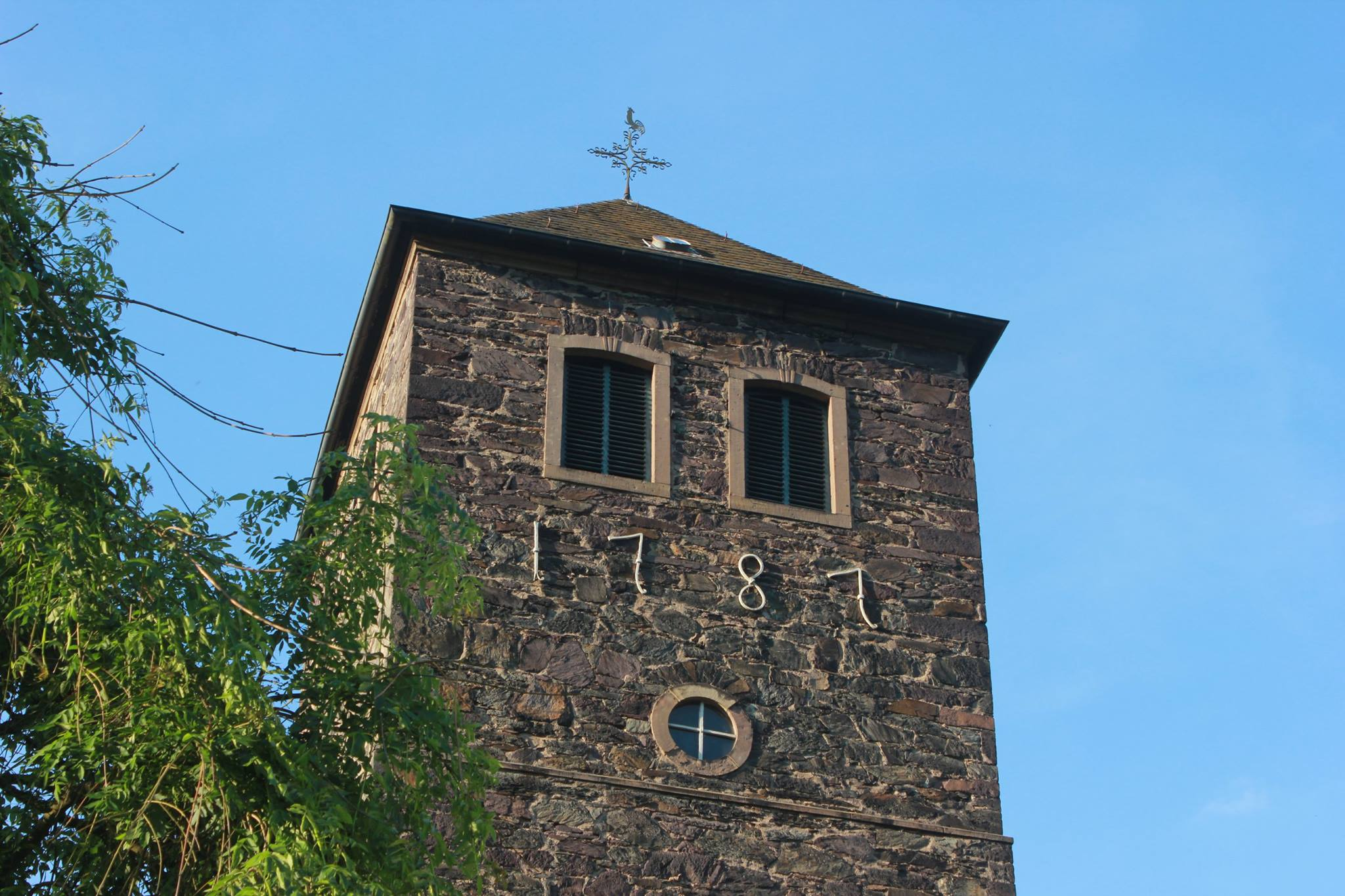
Der 1787 vollendete Kirchturm

Das Gebäude am Ufer der Wupper ist ein schmuckloser Saal aus Bruchstein im bergischen Barockstil. Wegen des Widerstandes der Katholiken blieb es den Lutheranern zunächst verwehrt, dem Saalbau einen Turm mit Glocken vorzusetzen, da man in Oberburg von den Gottesdiensten in Unterburg nichts mitbekommen wollte. Erst 1786 erlaubte die Regierung des Herzogtums Berg den Bau des Turmes. Der Turm wurde im Jahre 1787 vollendet, seither ziert auch die Jahreszahl 1787 den Turmbau. Er ist mit einem flachen Zeltdach gedeckt. Von 1786 bis 1787 wurden drei Glocken erworben, die aus einer verfallenen Kirche in Nürburg stammten. Die Ausstattung entspricht der einer evangelischen Predigtkirche. In unmittelbarer Nachbarschaft zur Kirche wurde im Jahre 1744 der evangelische Friedhof angelegt. Nahezu alle seine Grabsteine bestehen aus Einzel- oder Doppeltafeln mit bekrönenden Engelsköpfen im Rokokostil. Zwischen Kirche und Wupper wurde 1831/1832 nach Plänen des Landbauinspektors von Gloeden das evangelische Pfarrhaus errichtet. Es handelt sich dabei um einen zweigeschossigen traufständigen Putzbau mit Krüppelwalmdach.

Wegen kriegsbedingter Sprengungen der nahe gelegenen Burger Wupperbrücke nahm die Kirche erheblichen Schaden. Die ehemals farbigen Fenster mit Glasmalerei wurden durch Rohglasscheiben ersetzt. Eine vollständige Sanierung des Gebäudes erfolgte von 1951 bis 1953. Ornamentale Malerei, sogenannte Volkskunst, die vermutlich aus der Bauzeit stammt, wurde 1952 aufgedeckt. Der Orgel-Kanzel-Prospekt wurde im alten Stil restauriert.

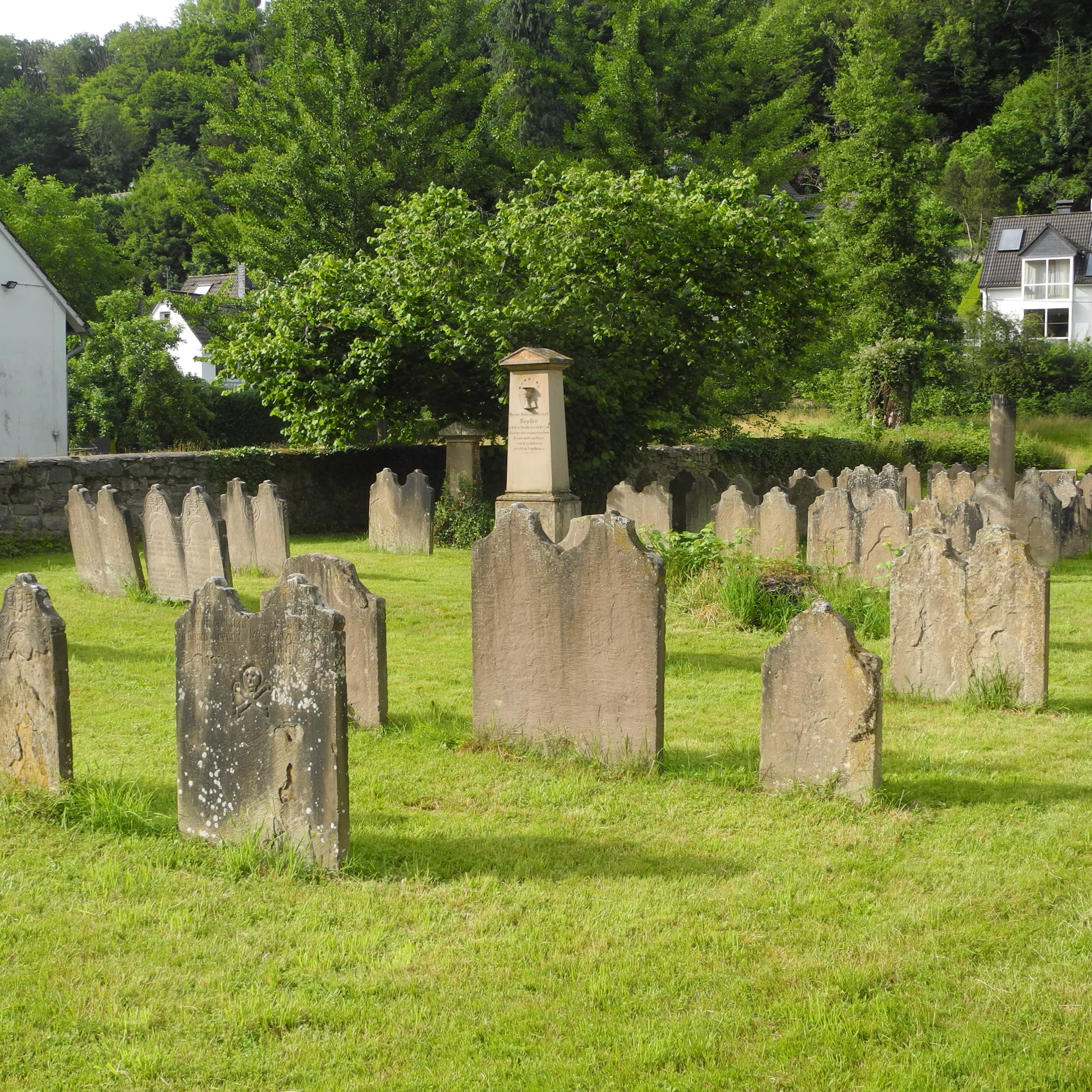
Der 1744 angelegte Friedhof

Das Bauwerk ist seit dem 5. Dezember 1984 als Nummer 333 Teil der Solinger Denkmalliste. Auch der angrenzende Friedhof und das Pfarrhaus stehen unter Denkmalschutz.
Bei dem Hochwasserereignis Mitte Juli 2021 wurden infolge von anhaltendem Starkregen große Teile Unterburgs überschwemmt, darunter auch die direkt an der Wupper gelegene evangelische Kirche, der angrenzende evangelische Friedhof sowie das Pfarrhaus der Gemeinde. Die Inneneinrichtung der Kirche nahm großen Schaden, das Gebäude blieb jedoch standsicher. Die historische Orgel wurde aus der Kirche ausgebaut und soll nun restauriert werden.
Nach Abschluss der Renovierungsarbeiten konnte die Gemeinde die Kirche im Januar 2025 wieder beziehen. Der Seiteneingang soll zum barrierefreien Haupteingang der Kirche werden, weshalb dort ein Windfang errichtet wurde. Die Orgel kehrt gereinigt in die Kirche zurück, ist aber noch nicht wieder funktionstüchtig.